# 生物塑料
生物塑料（英語：Bioplastic），又称生質塑膠，可細分為「生物基塑料」（英語：Bio-based Plastic）和「生物可降解塑料」（英語：Biodegradable plastic）這兩種類型。
生物基塑料（又稱生質基塑膠），是以可再生的生物质原料來源所制成的塑料，其生物质原料佔總原料比例至少20%以上（或是25%以上）才會歸類為「生物基塑料」，其来源包括但不限于植物油，玉米淀粉，豌豆淀粉，秸秆，木糠以及微生物群，稻草，木片，回收食物垃圾等。一些生物塑料是通过直接加工天然生物聚合物，包括多糖（例如淀粉、纤维素、壳聚糖和海藻酸）而获得的。 和蛋白质（例如大豆蛋白、麸质、和明胶），而其他的则由来自植物或动物的糖衍生物（例如乳酸）和脂质（油和脂肪）化学合成，或通过糖或脂质发酵的生物产生。 相比之下，常见的塑料，例如化石燃料塑料（也称为石油基聚合物），源自石油或天然气。
一般的塑料从化石燃料中提炼而成，而生物基塑料在生产过程中減少使用或者不使用化石燃料，产生相对较少的碳排放。但生物基塑料不应与环保划等号。
生物基塑料不同于生物可降解塑料（英語：Biodegradable plastic），由生物质制成的塑料不必然能被生物降解，是否可降解取决于分子的化学结构，与它如何被制成无关。而生物可降解塑料僅定義材料是否可被生物降解，與它原料來源種類是否為生物质無關。例如常见塑料中，PET可以由生物合成而不可被生物降解，而PLA既可以由生物合成又可以被生物降解；反之，PCL由化石燃料制成但可以被生物降解。生物塑料依然需要遵循和一般塑料相同的回收流程以避免污染。
2018年，生物塑料占全球塑料产能的2%（大于3.8亿吨）。随着研发与市场投入的增长，这一数字还在逐年攀升。

## 应用
生物塑料常用于一次性物品，比如包装袋、各类餐具、饮料瓶及吸管。非弃置性的应用包括手机外壳、地毯纤维、汽车内饰、燃料管路和塑料管道。受制于成本，生物塑料的商业用途并不广泛。
仍在研发中的电活性生物塑料，有望作为电流载体实现有机电子学的应用。
聚乳酸（PLA）制成的医疗植入物可溶解在人体内，省去了病人的二次手术。PLA制成的可降解农业覆盖膜，通常不需要在使用后回收，而可以留在田里。

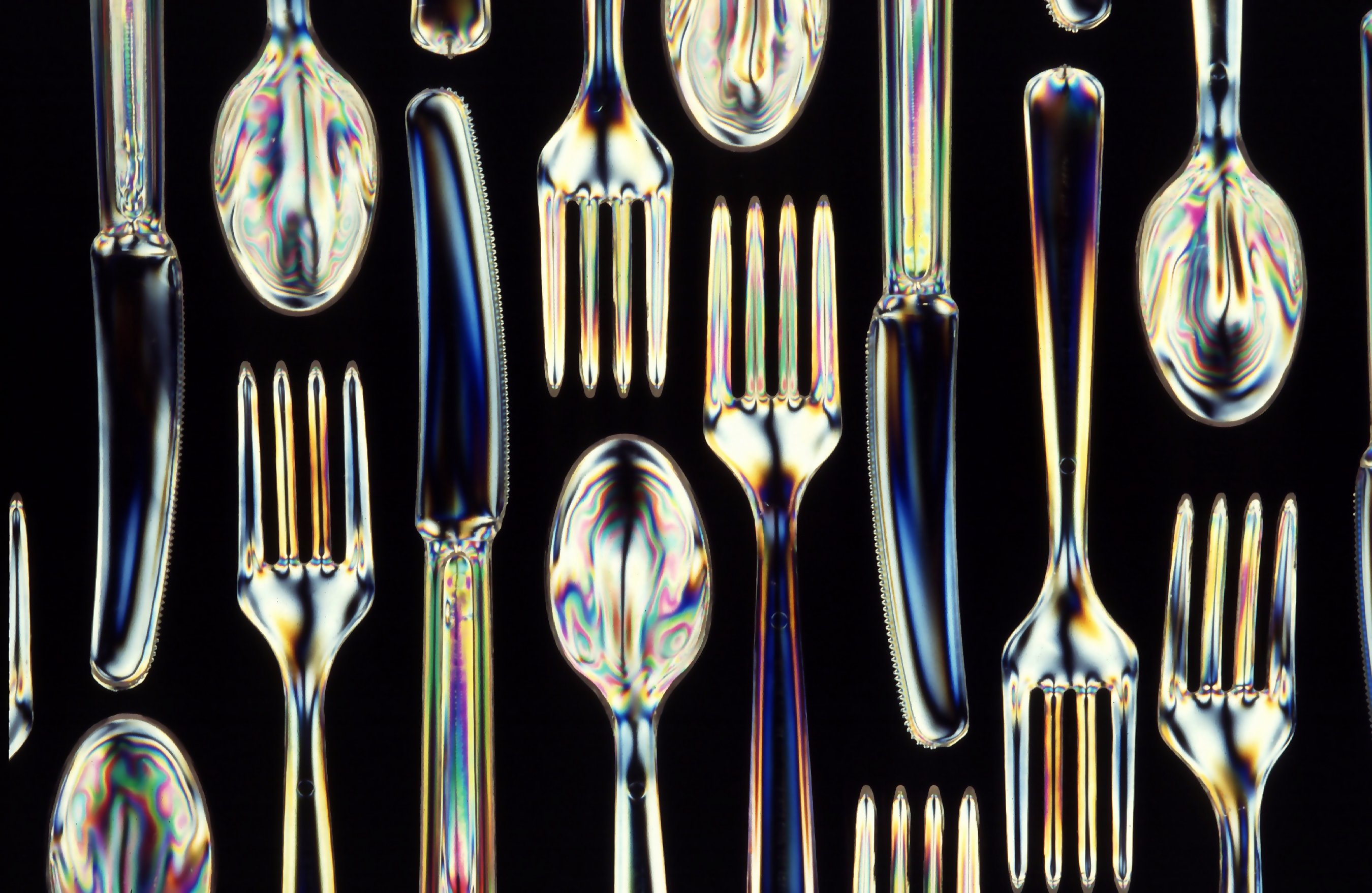
生物降解塑料的厨具
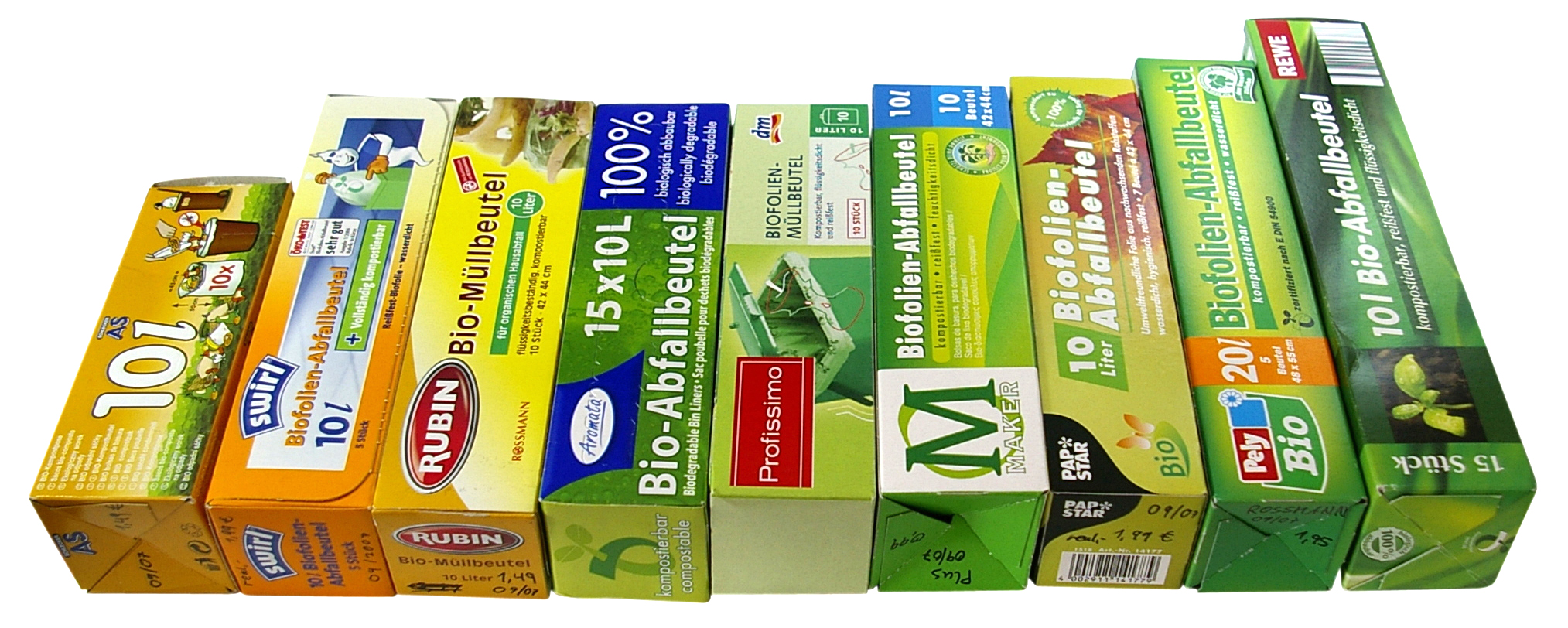
由生物塑料和其他生物降解塑料制成的塑料包装
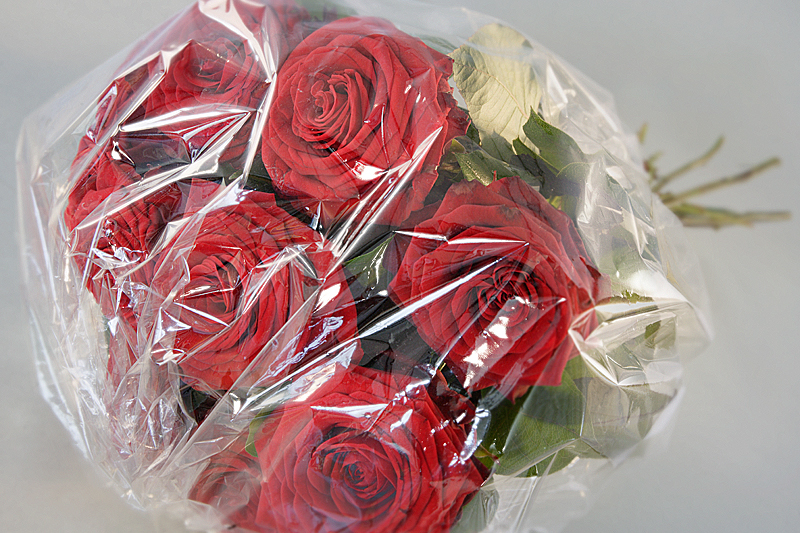
由PLA混合生物柔性材料制成的鲜花包装

## 类型

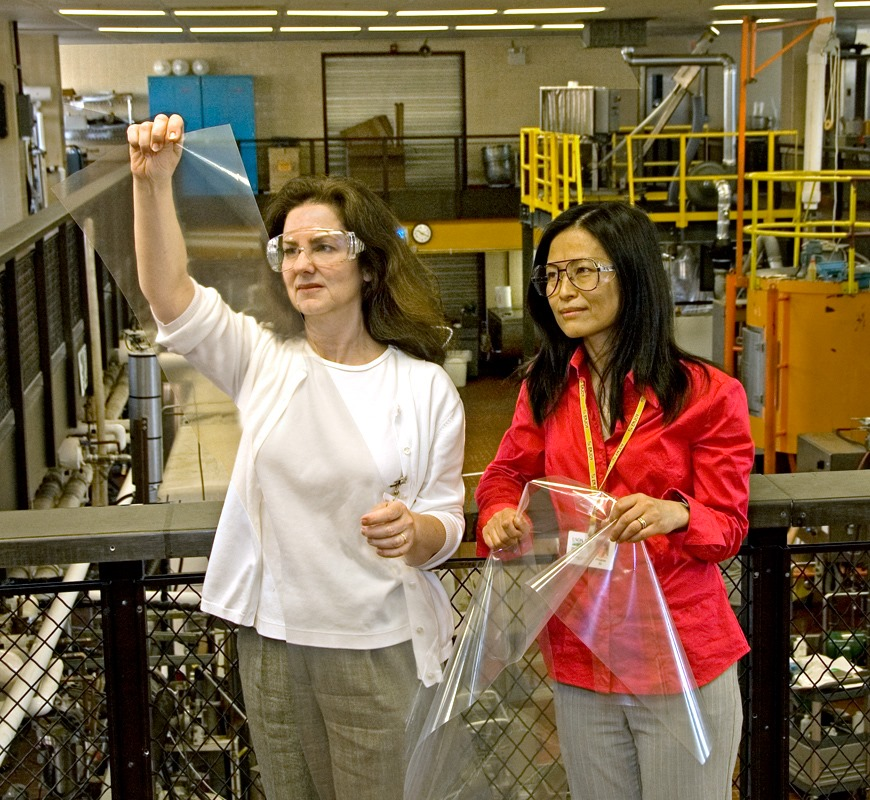
美国农业部开发可食用酪蛋白薄膜外包装

### 多糖基生物塑料

#### 淀粉基塑料

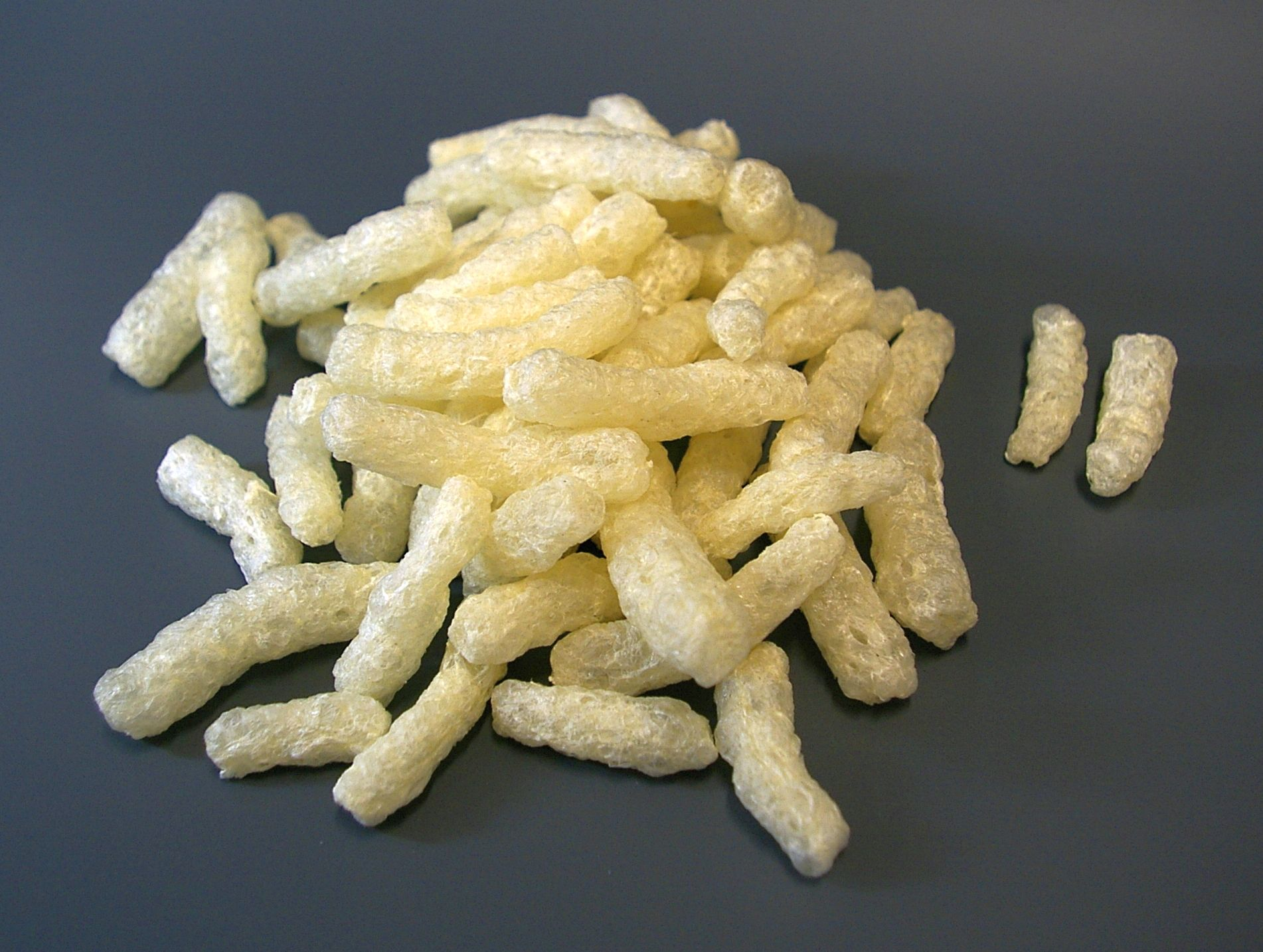
生物塑料（热塑性淀粉）制成的塑料包装材料

热塑性塑料淀粉是使用最广泛的生物塑料，约占生物塑料市场的 50%。  简单的淀粉生物塑料薄膜可以通过淀粉糊化和聚合物溶液浇铸在家中制成。 纯淀粉能够吸湿，因此是制药行业生产药物胶囊的合适材料。 然而，纯淀粉基生物塑料很脆。 还可以添加甘油、乙二醇、山梨糖醇等塑化劑，使淀粉也可以进行热塑性加工。  所得生物塑料（也称为“热塑性淀粉”）的特性可以通过调整这些添加剂的含量来满足特定需求。传统的聚合物加工技术可用于将淀粉加工成生物塑料，例如挤出、注射成型、压缩成型和溶液浇铸。淀粉生物塑料的性能很大程度上受直链淀粉/支链淀粉比例的影响。 一般来说，高直链淀粉具有优异的机械性能。 然而，高直链淀粉由于糊化温度较高和熔融粘度较高，加工性能较差。
淀粉基生物塑料通常与可生物降解的聚酯共混，生产淀粉/聚乳酸、淀粉/聚己内酯、或淀粉/Ecoflex（巴斯夫生产的聚己二酸-对苯二甲酸丁二酯）共混物。 这些混合物用于工业应用，也可堆肥。 其他生产商，例如罗盖特 (Roquette)，已经开发了其他淀粉/聚烯烃混合物。 这些混合物不可生物降解，但比用于相同应用的石油基塑料具有更低的碳足迹。
淀粉是廉价的、丰富的且可再生的。
淀粉基薄膜（主要用于包装目的）主要由淀粉与热塑性聚酯混合制成，形成可生物降解和可堆肥的产品。这些薄膜特别适用于杂志包装纸和气泡膜等消费品包装。 在食品包装中，这些薄膜被视为面包袋或水果和蔬菜袋。 带有这种薄膜的堆肥袋可用于选择性收集有机废物。此外，淀粉基薄膜还可用作纸张。
淀粉基纳米复合材料已被广泛研究，显示出改善的机械性能、热稳定性、防潮性和气体阻隔性能。

#### 纤维素基塑料

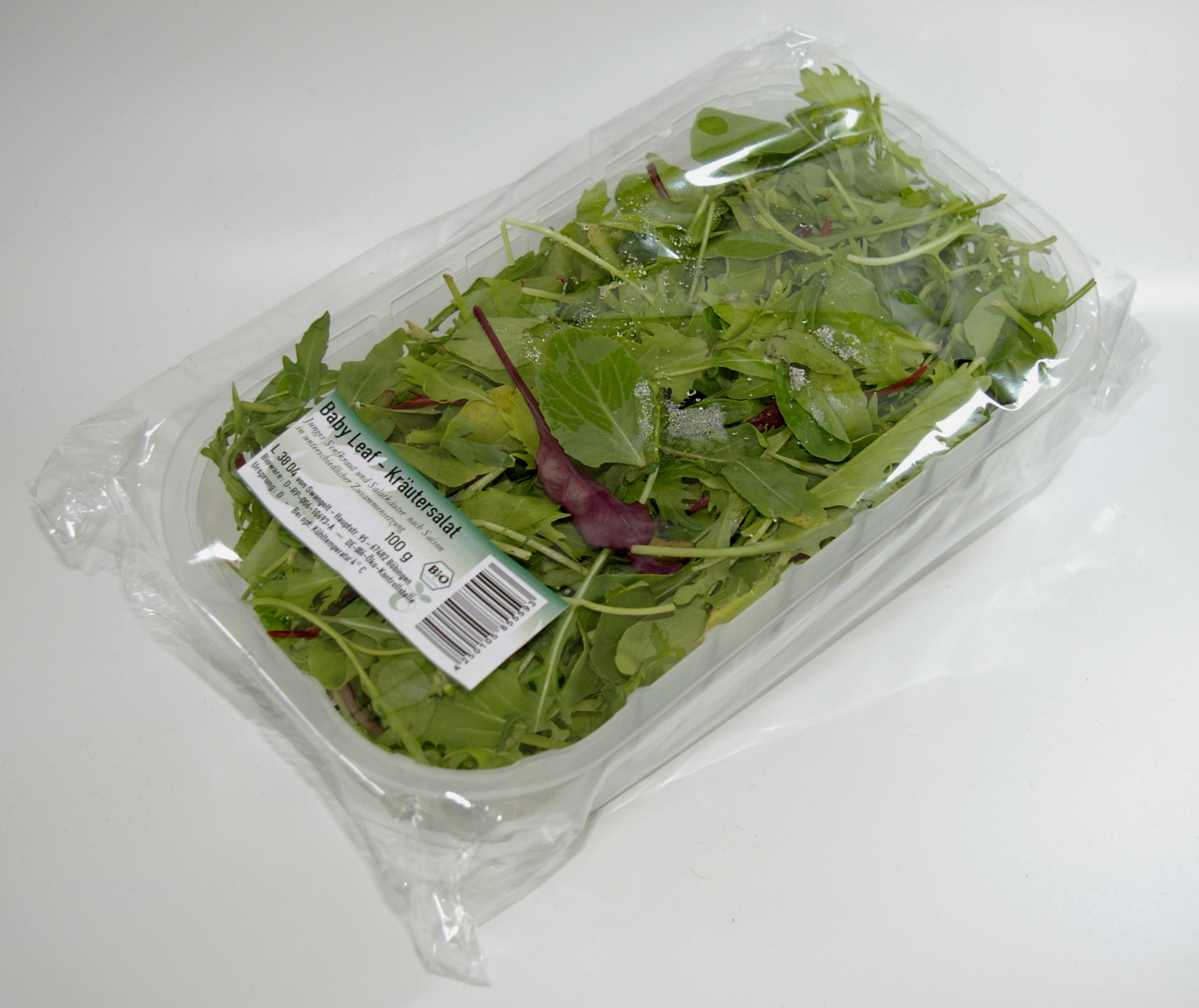
由醋酸纤维素（一种生物塑料）制成的包装泡罩。

纤维素生物塑料主要是纤维素酯（包括醋酸纤维素和硝化纤维素）及其衍生物，包括赛璐珞。
纤维素经过广泛改性后可以变成热塑性材料。 醋酸纤维素就是一个例子，它价格昂贵，因此很少用于包装。 然而，由于纤维素纤维的亲水性低于淀粉，因此添加到淀粉中的纤维素纤维可以改善机械性能、气体渗透性和耐水性。
上海大学的一个研究小组能够通过热压方法制造出一种基于纤维素的新型绿色塑料。

#### 其他多糖基塑料
其他多糖如壳聚糖和海藻酸也可以加工成塑料形式。 壳聚糖在弱酸性条件下可溶解，因此可以通过溶液流延轻松加工成薄膜。 壳聚糖具有优异的成膜能力。此外，壳聚糖与有限量的酸混合后，还可以使用间歇式密炼机和压缩成型机通过热机械加工成塑化形式。  热机械加工过程中的这种高粘度条件使壳聚糖能够轻松与塑化劑、纳米颗粒、或其他生物聚合物混合。在溶液条件下，生产基于带正电荷的壳聚糖与其他带负电荷的生物聚合物（例如羧甲基纤维素、海藻酸和蛋白质）的混合材料具有挑战性，因为两种生物聚合物之间的静电相互作用通常会导致凝聚层。 然而，散装壳聚糖混合物可以通过高粘度热机械加工生产，这也可能表现出更好的机械性能和水解稳定性。 海藻酸（通常是海藻酸钠或海藻酸钙）可溶于水，因此海藻酸溶液可以流延成膜。 海藻酸与限量的水和塑化劑混合，还可以通过热机械加工成增塑薄膜。 塑化劑（通常为甘油）可以使加工后的壳聚糖或海藻酸薄膜变得柔韧。

### 蛋白质基塑料
生物塑料可以由不同来源的蛋白质制成。 例如，小麦麸质和酪蛋白作为不同可生物降解聚合物的原材料显示出有前景的特性。
此外，大豆蛋白被认为是生物塑料的另一种来源。 大豆蛋白用于塑料生产已有一百多年的历史。 例如，原福特汽车的车身面板是由大豆基塑料制成的。
由于其对水的敏感性和相对较高的成本，使用大豆蛋白基塑料存在困难。 因此，生产大豆蛋白与一些现有的可生物降解聚酯的混合物可以提高水敏感性和成本。

### 一些脂肪族聚酯
脂肪族生物聚酯主要是聚羥基烷酸酯(PHA)，如聚羟基丁酸酯(PHB)、聚羟基戊酸酯（PHV） ，聚羟基己酸酯（PHH）。

#### 聚乳酸(PLA)

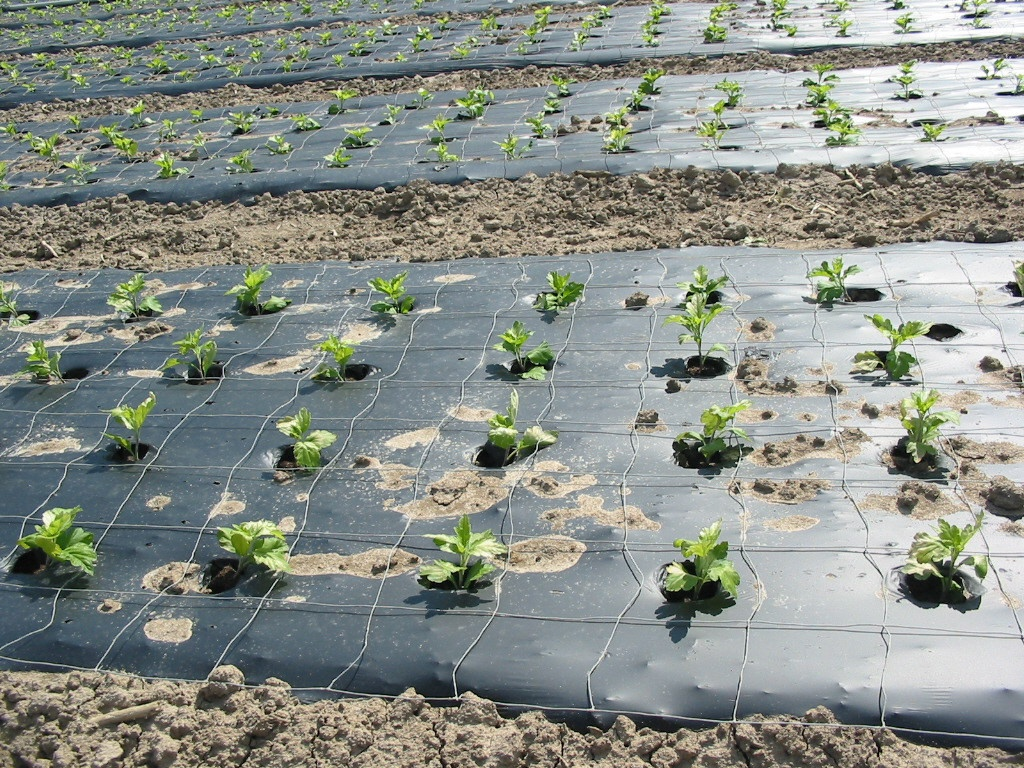
混和有聚乳酸（PLA）的制成的生物柔性的地膜

聚乳酸 (PLA) 是一种由玉米或葡萄糖生产的透明塑料。 从表面上看，它与传统的石化基块状塑料（如聚苯乙烯,PS）类似。 其优点是源自植物，并且易于生物降解。 不幸的是，它表现出较差的冲击强度、热稳定性和阻隔性能（阻止空气穿过膜的传输）。  PLA 和 PLA 共混物通常以颗粒形式存在。 PLA 有限规模地用于生产薄膜、纤维、塑料容器、杯子和瓶子。 PLA 也是用于家庭熔融沉积建模的最常见的塑料丝类型。

#### 聚羟基丁酸酯（PHB）
生物聚合物聚羟基丁酸酯（PHB）是由某些细菌处理葡萄糖、玉米淀粉或废水产生的聚酯。 其特性与石油塑料聚丙烯相似。 PHB产量不断增加。 例如，南美制糖业已决定将 PHB 生产扩大到工业规模。 PHB 的特点主要在于其物理特性。 可加工成熔点高于130摄氏度的透明薄膜，且可生物降解，无残留。

#### 聚羥基烷酸酯 (PHA)
聚羥基烷酸酯 (PHA) 是通过糖或脂质的细菌发酵在自然界中产生的线性聚酯。 它们由细菌产生以储存碳和能量。 在工业生产中，通过优化糖的发酵条件，从细菌中提取和纯化聚酯。 该系列中可以组合 150 多种不同的单体，从而获得具有截然不同特性的材料。 PHA 比其他塑料具有更高的延展性和更低的弹性，并且还可以生物降解。 这些塑料被广泛应用于医疗行业。

### 脂质衍生聚合物
许多生物塑料类别已由植物和动物来源的脂肪和油合成。  聚氨酯、聚酯、环氧树脂和许多其他类型的聚合物已经开发出来，其性能与原油基材料相当。 烯烃复分解反应的最新发展使多种原料能够经济地转化为生物单体和聚合物。  随着传统植物油以及低成本微藻衍生油产量的不断增长， 该领域存在巨大的增长潜力。

## 工业与市场

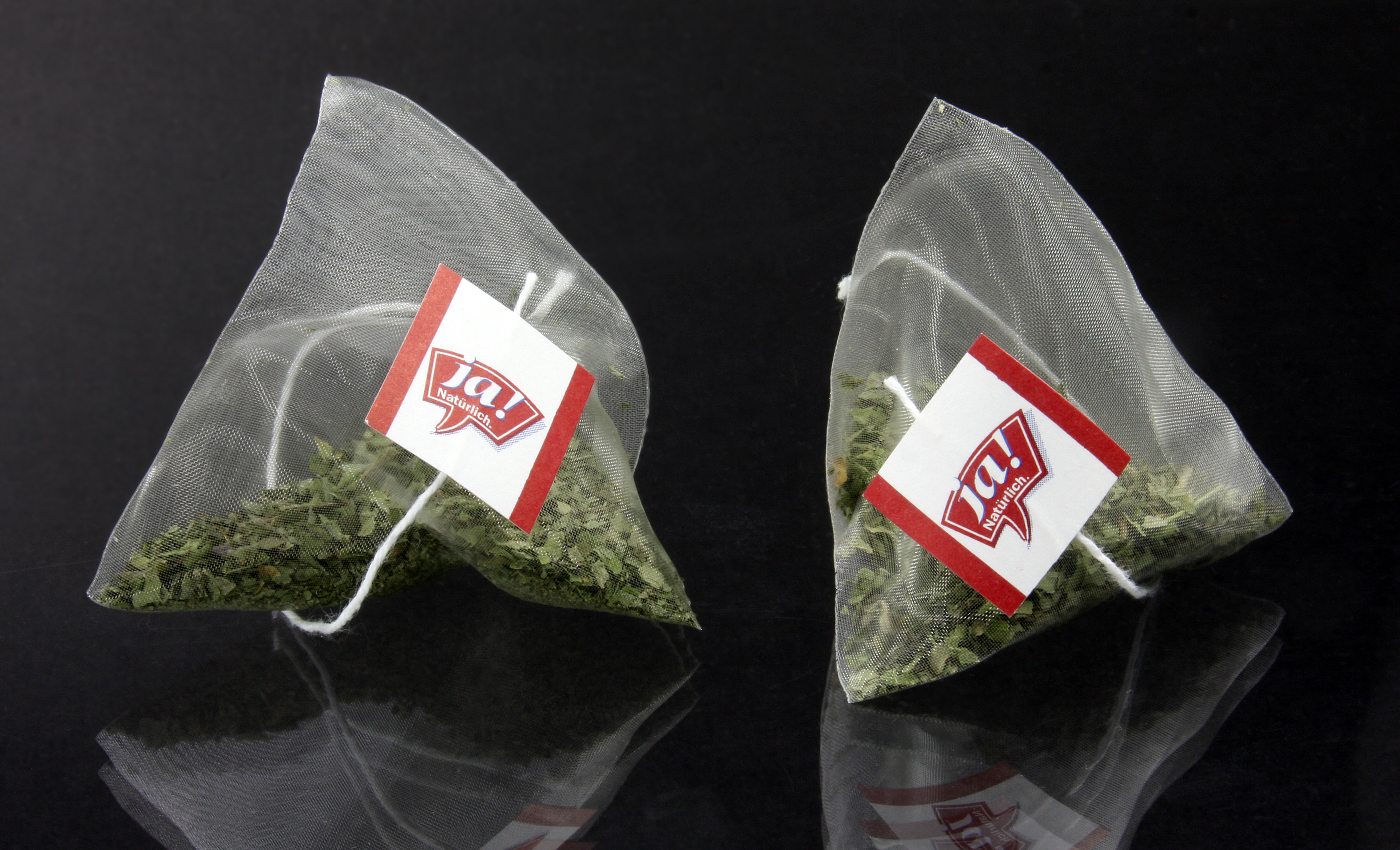
聚乳酸 (PLA) 制成的袋茶（薄荷茶）

虽然整个20世纪化学公司一直在生产基于有机材料的塑料，但第一家专注于生物塑料的公司——Marlborough Biopolymers——成立于 1983 年。然而，Marlborough 和随后的其他企业未能取得商业成功，第一家此类企业未能取得商业成功。 确保长期财务成功的公司是意大利公司 Novamont，成立于 1989 年。
生物塑料仍不到全球生产的所有塑料的百分之一。 大多数生物塑料节省的碳排放量尚未超过制造它们所需的量。 据估计，每年用生物基塑料替代 2.5 亿吨塑料将需要 1 亿公顷土地，即地球可耕地的 7%。 当生物塑料到达其生命周期结束时，由于缺乏适当的堆肥设施或废物分类，那些设计为可堆肥并作为可生物降解销售的生物塑料通常被送往垃圾填埋场，然后它们在厌氧分解时释放甲烷。
COPA（欧盟农业组织委员会）和COGEGA（欧盟农业合作总委员会）对生物塑料在欧洲经济不同部门的潜力进行了评估：
| 部门                  | 每年吨数  | 每年吨数 |
| --------------------- | --------- | -------- |
| 餐饮产品              | 450,000   | 450000   |
| 有机垃圾袋            | 100,000   | 100000   |
| 可生物降解覆盖箔      | 130,000   | 130000   |
| 尿布用可生物降解箔    | 80,000    | 80000    |
| 尿布，100% 可生物降解 | 240,000   | 240000   |
| 箔纸包装              | 400,000   | 400000   |
| 蔬菜包装              | 400,000   | 400000   |
| 轮胎组件              | 200,000   | 200000   |
| 总数:                 | 2,000,000 |          |